# Sgùrr a' Choire Ghlais
Sgùrr a' Choire Ghlais är ett berg i Storbritannien.   Det ligger i kommunen Highland och riksdelen Skottland, i den norra delen av landet, 700 km nordväst om huvudstaden London. Toppen på Sgùrr a' Choire Ghlais är 1 083 meter över havet.
Terrängen runt Sgùrr a' Choire Ghlais är huvudsakligen kuperad.Runt Sgùrr a' Choire Ghlais är det mycket glesbefolkat, med 3 invånare per kvadratkilometer. I omgivningarna runt Sgùrr a' Choire Ghlais växer i huvudsak blandskog.